# Charlie Colkett
Charles Charlie Colkett (Newham, Londres, Inglaterra, 4 de septiembre de 1996) es un futbolista profesional que juega como centrocampista en el Gateshead F. C. de la National League de Inglaterra.

## Carrera

### Chelsea
En 2007, Colkett se unió al Chelsea en la categoría sub-11 procedente del Charlton Athletic. Ha formado parte de las categorías inferiores del Chelsea que han conseguido triunfos en la UEFA Youth League y la FA Cup en 2015 y 2016.
El 9 de abril de 2016, Colkett fue convocado por el primer equipo pero no llegó a jugar, junto con los jugadores del filial Ola Aina y Kasey Palmer. El Chelsea perdió fuera contra el Swansea City por 1–0. Un par de semanas más tarde, Colkett renovó por tres años, cuando su contrato en aquel momento finalizaba en junio de 2016.

#### Cesión al Bristol Rovers
El 31 de agosto de 2016, Colkett se unió a la Ligue One con los Bristol Rovers en una temporada como cedido por el Chelsea junto a su compañero Jake Clarke-Salter. El 10 de septiembre de 2016, Colkett debutó en un 2-2 contra el Rochdale, reemplazando Hiram Boateng a falta de diez minutos del final. Marcó su primer gol con el Bristol Rovers, que también ha sido su primer gol como profesional, en un empate 1-1 contra el Bradford City. El 1 de octubre de 2016, Colkett marcó el gol de la victoria en el tiempo de descuento para ganar 3–2 contra el Northampton Town. Colkett fue repescado por el Chelsea el 5 de enero de 2017, finalizando su cesión con el Bristol Rovers con 17 partidos jugados entre todas las competiciones y 3 goles.

#### Cesión al Swindon Town
El 11 de enero de 2017, Colkett se unió al Swindon Town, también en calidad de cedido por el Chelsea para el resto de la temporada 2016–17. Tres días más tarde, Colkett hizo su debut con el Swindon Town en la victoria 2–1 sobre el Bolton Wanderers, asistiendo a Yaser Kasim en el gol de la victoria en el minuto 89 de partido, antes de ser cambiado por Sean Murray. El 14 de marzo de 2017, Colkett marcó su primer gol para el Swindon en la derrota 4–2 en casa contra el Sheffield United, marcando desde 20 yardas.

#### Cesión al Vitesse
El 6 de julio de 2017 se unió como cedido al Vitesse para la temporada 2017–18.

#### Cesión al Shrewsbury Town
El 21 de julio de 2018 el Shrewsbury Town logró su cesión por una temporada.

### Östersunds
El 25 de enero de 2019 el Östersunds FK hizo oficial su incorporación para las siguientes tres temporadas y media.

## Selección nacional
Colkett ha representado a la selección de Inglaterra en las categorías sub-16 y sub-20.

## Palmarés

### Títulos nacionales
| Título         | Club                  | País       | Año  |
| -------------- | --------------------- | ---------- | ---- |
| FA Cup Juvenil | Chelsea F. C. Juvenil | Inglaterra | 2014 |
| FA Cup Juvenil | Chelsea F. C. Juvenil | Inglaterra | 2015 |

### Títulos internacionales
| Título                  | Club                  | Sede | Año  |
| ----------------------- | --------------------- | ---- | ---- |
| Liga Juvenil de la UEFA | Chelsea F. C. Juvenil | Nyon | 2015 |
| Liga Juvenil de la UEFA | Chelsea F. C. Juvenil | Nyon | 2016 |